# Allée couverte von Kervonlédic

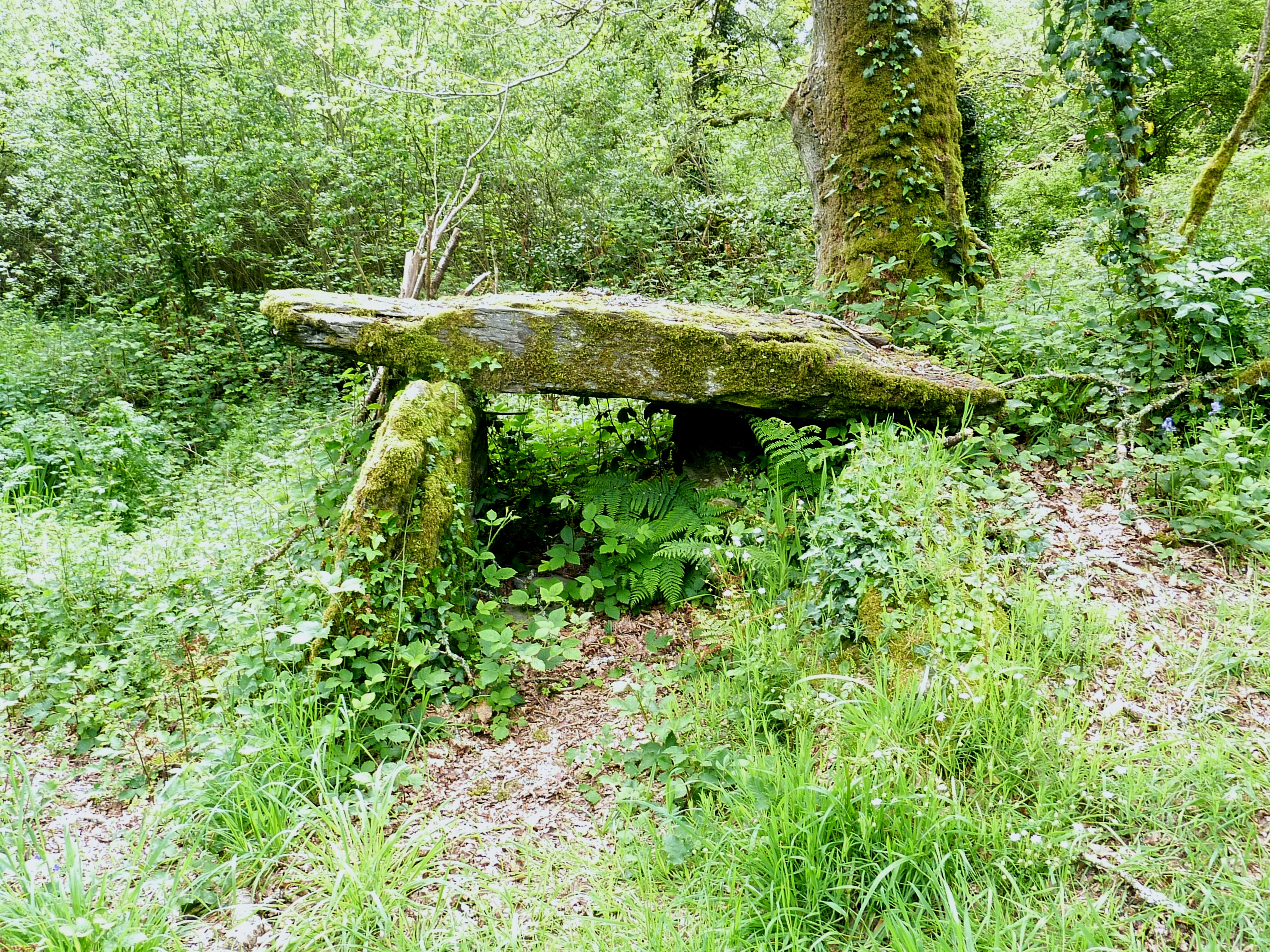
Allée couverte von Kervonlédic

Die Allée couverte von Kervonlédic (auch Dolmen von Kervoulédic genannt) liegt in einem Tal südlich des Canal de Nantes à Brest in Motreff, im äußersten Osten des Département Finistère an der Grenze zum Département Côtes-d’Armor in der Bretagne in Frankreich.
Vom nur in Resten erhaltenen, stark bemoosten Galeriegrab finden sich noch einige Orthostaten, von denen zwei den einzigen erhaltenen Deckstein von 2,3 × 1,6 m tragen.